# Stevens Point, Wisconsin
Stevens Point là một thành phố thuộc quận Portage, tiểu bang Wisconsin, Hoa Kỳ. Năm 2000, dân số của thành phố này là 24551 người.